# Linqi (köpinghuvudort i Kina, Zhejiang Sheng, lat 29,85, long 119,12)
Linqi (kinesiska: 临岐, 临岐镇) är en köpinghuvudort i Kina. Den ligger i provinsen Zhejiang, i den östra delen av landet, omkring 110 kilometer sydväst om provinshuvudstaden Hangzhou. Antalet invånare är 13 698. Befolkningen består av 7 036 kvinnor och 6 662 män. Barn under 15 år utgör 14,0 %, vuxna 15-64 år 70 %, och äldre över 65 år 14,0 %.
Runt Linqi är det ganska tätbefolkat, med 75 invånare per kvadratkilometer. Linqi är det största samhället i trakten. I omgivningarna runt Linqi växer i huvudsak blandskog.
Genomsnittlig årsnederbörd är 2 236 millimeter. Den regnigaste månaden är juni, med i genomsnitt 456 mm nederbörd, och den torraste är januari, med 80 mm nederbörd.